# カナディアン・カー
カナディアン・カー（英：Canadian Cur）は、カナダのオンタリオ州原産のツリーイング・ドッグ犬種である。
アメリカ以外で作出されたツリーイング・ドッグ種の犬種は数が少なく、珍しい存在である。

## 歴史
1980年代に「器用で嗅覚が優れ、ツリーイング能力に長けスタミナがあり、且つ賢くて主人に献身的で忠実、人懐こい犬」という多くのモットーを掲げて作出された。これらの条件を全てクリアすべく、作出には非常に複雑な過程を要した。作出に使われた犬種はボーダー・コリー、イングリッシュ・ポインター、オリジナル・マウンテン・カー、ケマー・ストック・マウンテン・カー、レパード・ツリー・ドッグで、各々の能力（狩猟能力や理解力、性格など）が特に高く、且つ遺伝的にも安定した個体が厳選されて交配に使われた。
もともとはツリーイングを行うことを目的として生み出されたが、能力の高い犬種として仕上がった結果、さまざまな役割を担うことになった。ツリーイング・ドッグとしてはアライグマ、リス、アメリカクロクマなどを狩るのに使われる。パックで獲物のにおいを追跡し、発見すると追いかけて木の上に追い詰める。追い詰めると木の上に上った獲物に対し吠え続け、逃げられなくする。追い詰められた獲物は主人が猟銃で撃ち落とすか、木に登って振り落として本種が仕留める。本種は獲物の追跡中にもよく吠え声を出して主人や仲間に獲物のことなどを知らせるが、犬によっては昼間の猟のときは吠えず、夜間の猟のときのみ吠えるものもいる。
セントハウンドとしてはイノシシ、シカ、クマ、コヨーテ、ピューマ、ヤマネコ、ボブキャットなどを狩るのに使われる。これもパックで獲物のにおいを追跡するが、発見すると追いかけて地上で自ら仕留める。
尚、ツリーイングやセントハント（嗅覚猟）をするとき、獲物のにおいを嗅ぎだして追跡を行う際は他のツリーイング・ドッグとは違い頭部を上げたままの姿勢で行う。この本種の追跡姿勢のことを「ヘッド・アップ」という。
牧畜犬としては、先祖のボーダー・コリーのように羊を誘導する牧羊犬の他、牛を誘導する牧牛犬、馬を誘導する牧馬犬などとしても働く。その先祖の血により優秀な牧畜能力が備わっていて、ヒーラー種でもないのに家畜のかかとを軽く噛んで驚かせ、従わせることも可能となった。
更にこのほか、ペットとして飼育されることも少なくない。現役の猟犬種の中では比較的珍しく、しつけをしなくても子守をすることもできる。
1995年に犬種クラブが設立され、保護と普及活動が開始された。まだ新しいほうの犬種であるため、ほぼ全てがカナダ、一部がアメリカで飼育されていて、その他の国では飼育されていない。

## 特徴
筋骨隆々の体つきで、均等が取れた姿をしている。脚と首は長めで、走るのが速い。耳は垂れ耳、尾は生まれつき短い垂れ尾で、8割の犬は生まれつき無尾であるといわれている。コートはなめらかなショートコートで、毛色にあまり制限はない。大型犬サイズで、性格は忠実で従順、温和で人懐こく仕事熱心である。猟犬として繰り出されたとき以外は攻撃性をあらわにせず、友好的で家族以外の人だけでなく子供や仔犬などにも寛容である。しつけの飲み込みや状況判断力はボーダー・コリーと同程度といわれるほど優れ、ペットとして飼うのにも非常に向いている犬種である。しかし、もとが猟犬であるために吠え声が大きく、運動量が非常に大きいので注意が必要である。又、何らかの仕事を与えられないとストレスがたまる傾向にあり、飼育の際には新聞を取ってこさせるとか、子供の相手をさせるなど役割を与えておく必要がある。かかりやすい病気は関節疾患や、ハイパーアクティブ（動きすき・働きすぎにより体に負担がかかる事）による熱中症や貧血なども報告されている。